# Kød (dokumentarfilm)
Kød er en dansk dokumentarfilm fra 1947 instrueret af Søren Melson og efter manuskript af Kai Johansen, Karl Roos og Viggo Steensberg.

## Handling
En skildring af de forskellige kvægracer i Danmark. Filmen viser desuden, hvor mange produkter både i husholdning og industri, der stammer fra landets kvæg - fra snedkerlim og lægevidenskabelige præparater til forskellige former for mad. Der gives en reportageagtig skildring af koens vej fra markerne over slagtehuset til kødudsalgets disk eller til eksportbåden.